# Lena Küchler-Silberman
Pour les articles homonymes, voir Silberman.
Lena Küchler-Silberman, née Holzer le 28 juin 1910 à Wieliczka (Empire austro-hongrois) et morte le 6 août 1987 à Tel-Aviv (Israël) est une enseignante, éducatrice et psychologue israélienne d'origine polonaise. Elle est connue pour avoir recueilli plus de cent enfants à la fin de la Seconde Guerre mondiale.

## Biographie
Lena Holzer est la fille de Eliyahu Küchler et Sara Küchler. Elle va au lycée juif de Cracovie puis étudie la philosophie, psychologie et l'enseignement à l'université Jagellonne et continue de vivre avec son frère. Sa formation lui permet ensuite d'enseigner dans une école secondaire juive à Bielsko ainsi que de former de futurs enseignants.
Elle perd sa fille unique, Mira, de malnutrition lorsque la Pologne est occupée par le Troisième Reich puis son mari s'enfuit à Lviv tandis qu'elle part s'occuper de son père à Wieliczka. En août 1942, lors de la mise en place la solution finale, les juifs de son village sont déportés vers le camp d'extermination de Bełżec et elle s'enfuit sous un faux nom à Varsovie. Elle y exfiltre les enfants prisonniers du ghetto dont notamment un bébé endormi sur sa mère morte. Son identité est révélée et elle doit s'enfuir à l'Est de la Pologne. Elle y est nourrice de deux enfants et crée une école jusqu’à la libération par l’Armée rouge.
Pendant l’été 1945, elle rentre à Cracovie à la recherche d'information sur le devenir de sa famille et se rend au Judenrat. Là environ cent vingt enfants juifs orphelins survivants sont entassés aussi décide-t-elle de les accueillir dans l'orphelinat qu'elle crée à Zakopane et à Rabka. Elle s'efforce de réconforter et de soigner des enfants qui ont perdu leurs parents ou durent se cacher dans les forêts. En raison de l’antisémitisme local, la maison de Rabka est victime d'une attaque antisémite, et pour la sécurité de ses enfants et la sienne, Lena Küchler-Silberman décide de partir pour la France en mars 1946. Elle traverse, avec ses enfants, la frontière en Tchécoslovaquie puis en Allemagne avant d'arriver à Paris où son groupe s’établit un temps. L’État d'Israël est ensuite crée aussi, en avril 1949, elle y part depuis Marseille avec une quarantaine d'enfants. Entre-temps, certains enfants retrouvent des membres de leur famille et d'autres tentent de partir par l'Exodus 1947. Les enfants sont placés dans le kibboutz de Kvutzat Shiller (en) mais elle garde le contact avec eux.
Elle vit ensuite à Tel-Aviv où elle enseigne la psychologie et l'éducation. En 1957, elle donne naissance à une fille, Shira, après s’être remariée avec Mordechai Silberman.
Lena Küchler écrit l'un des premiers livres sur les femmes et la Shoah en 1959.
En 1962, elle reçoit le prix de la Femme du président Israélien et celui de la Mère de l’année par l'Organisation des femmes hébreuses (en) en présence de Léa Goldberg, Rachel Katznelson-Shazar et Rivka Guber (en).

## Place des femmes dans la Shoah
De nombreuses femmes devinrent mère adoptive au cours de la seconde guerre mondiale. Lena Küchler-Silberman représente la plus connue d'entre elles.

## Hommage
- Son expérience de la fin de la seconde guerre mondiale a fait l'objet d'un film, Lena: My 100 Children (Lena : mes 100 enfants) sorti en 1987[6],[7],[8].

- Une rue porte son nom à Tel-Aviv depuis 2012[9].

## Œuvre en français
- Lena Küchler-Silberman, Mes cent enfants : du Ghetto à Tel-Aviv, France-Empire, 1962, 313 p. (lire en ligne)